# Yamawaki Masataka

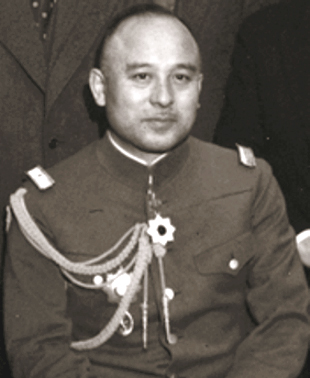
Yamawaki Masataka

Yamawaki Masataka (jap. 山脇 正隆; * 2. März 1886 in Kōchi; † 21. April 1974) war ein japanischer General der Kaiserlich Japanischen Armee.

## Leben

### Ausbildung zum Offizier und Stabsoffizier
Yamawaki Masataka besuchte von 1900 bis 1905 die Kadettenanstalt in Hiroshima und absolvierte anschließend eine Offiziersausbildung an der Heeresoffizierschule (Rikugun Shikan Gakkō). Im Anschluss folgten verschiedene Verwendungen als Offizier der Kaiserlich Japanischen Armee sowie 1914 der Besuch der Heereshochschule (Rikugun Daigakkō). Danach folgten weitere Verwendungen als Stabsoffizier, ehe er nach seiner Beförderung zum Oberstleutnant am 1. August 1929 den Posten als Chef der Sektion 1 (Organisation und Mobilisierung) der Abteilung 1 des Generalstabes des Heeres übernahm. Anschließend war er vom 1. August 1931 bis zum 8. August 1932 Kommandeur des 22. Infanterieregiments sowie zwischen dem 8. August 1932 bis zum 3. Mai 1934 Chef des Referats 1 der Generalinspektion für militärische Ausbildung.
Danach fungierte Yamawaki Masataka vom 5. März 1934 bis zum 2. Dezember 1935 als Militärattaché an der Gesandtschaft in Polen und erhielt während dieser Zeit am 1. August 1934 seine Beförderung zum Generalmajor. Nach seiner Rückkehr war er zwischen dem 2. Dezember 1935 und dem 15. August 1938 Leiter der Abteilung für wirtschaftliche Mobilisierung im Kriegsministerium und wurde als solcher am 1. November 1937 auch zum Generalleutnant befördert. Im Anschluss übernahm er zwischen dem 17. Juli 1938 und dem 31. Januar 1939 den Posten als Generaldirektor der Generalinspektion für militärische Ausbildung und war zusätzlich vom 10. Dezember 1938 bis zum 14. Oktober 1939 Vize-Kriegsminister sowie zwischen dem 29. Dezember 1938 und dem 31. Januar 1939 kommissarischer Leiter der Abteilung für den Militärdienst im Kriegsministerium.

### Zweiter Weltkrieg und Aufstieg zum General
Im Anschluss war Generalleutnant Yamawaki als Nachfolger von Generalleutnant Fujita Susumu vom 14. Oktober 1939 bis zu seiner Ablösung durch Toshima Fusataro am 28. September 1940 Kommandeur der in China während des Zweiten Japanisch-Chinesischen Krieges eingesetzten 3. Division (Dai-san shidan). Daraufhin fungierte er zwischen dem 29. September 1940 und dem 20. Januar 1941 als Kommandeur der japanischen Besatzungsarmee in der Mongolei und wurde am 20. Januar 1941 zunächst in den Generalstab des Heeres zurückberufen, ehe er am 10. April 1941 als Nachfolger von Generalleutnant Fujie Keisuke Kommandant der Heereshochschule wurde. Diesen Posten bekleidete er bis zu seiner Ablösung durch Generalleutnant Shimomura Sadamu am 10. September 1941, woraufhin er selbst erst in den Generalstab des Heeres zurückberufen und vom 2. Dezember 1941 bis zum 5. September 1942 in die Reserve versetzt wurde.
Am 5. September 1942 wurde Generalleutnant Yamawaki in den aktiven Militärdienst zurückbeordert und bekleidete bis zum 22. September 1944 den Posten als Kommandeur der Verteidigungsarmee auf Borneo. Nach seiner Beförderung zum General am 22. September 1944 übernahm er als Nachfolger des am 5. September 1944 bei einem Flugzeugabsturz ums Leben gekommenen Generalleutnant Maeda Toshinari die Funktion als Kommandeur der ebenfalls auf Borneo eingesetzten 37. Armee (Dai-sanjūnana-gun). Diese Funktion bekleidete er bis zum 26. Dezember 1944, woraufhin Generalleutnant Baba Masao sein dortiger Nachfolger wurde. Anschließend wurde er abermals in den Generalstab des Heeres zurückberufen, ehe er am 1. Mai 1945 in den Ruhestand versetzt wurde.
Nach der Kapitulation Japans am 2. September 1945 wurde Yamawaki Masataka als Kriegsverbrecher verhaftet und verurteilt. Im Februar 1951 wurde er schließlich begnadigt und aus der Haft entlassen.

## Weblink
- Eintrag in Generals.dk

| Personendaten    | Personendaten                            |
| ---------------- | ---------------------------------------- |
| NAME             | Yamawaki, Masataka                       |
| ALTERNATIVNAMEN  | 山脇正隆 (japanisch)                     |
| KURZBESCHREIBUNG | japanischer General und Kriegsverbrecher |
| GEBURTSDATUM     | 2. März 1886                             |
| GEBURTSORT       | Präfektur Kōchi                          |
| STERBEDATUM      | 21. April 1974                           |